# Justin Diraviam
Justin Diraviam (* 8. April 1907 in Palakurichi, Britisch-Indien; † 25. Januar 1991) war ein indischer Geistlicher und römisch-katholischer Erzbischof von Madurai.

## Leben
Justin Diraviam empfing am 6. April 1935 das Sakrament der Priesterweihe.
Am 13. April 1967 ernannte ihn Papst Paul VI. zum Erzbischof von Madurai. Der Internuntius in Britisch-Indien, Erzbischof James Robert Knox, spendete ihm am 9. Juli desselben Jahres die Bischofsweihe; Mitkonsekratoren waren der Bischof von Tiruchirappalli, James Mendonça, und der emeritierte Erzbischof von Madurai, Jean Pierre Leonard SJ.
Am 3. Dezember 1984 nahm Papst Johannes Paul II. das von Justin Diraviam aus Altersgründen vorgebrachte Rücktrittsgesuch an.